# Козка, Иван Петрович
Иван Петрович Козка (07.05.1906—12.03.1992) — командир стрелкового взвода 1-го батальона 615-го ордена Богдана Хмельницкого стрелкового полка (167-я стрелковая Сумско-Киевская дважды Краснознамённая дивизия, 107-й стрелковый корпус, 1-я гвардейская армия, 4-й Украинский фронт), старший сержант, участник Великой Отечественной войны, кавалер ордена Славы трёх степеней.

## Биография
Родился 7 мая 1906 года в селе Виноград ныне Лысянского района Черкасской области (Украина) в крестьянской семье. Украинец. В 1918 году окончил 4 класса. Работал в домашнем хозяйстве, затем – рабочим на животноводческой ферме в колхозе.
С 1928 по 1930 год проходил действительную срочную службу в Красной Армии. С начала войны жил на оккупированной территории. Повторно призван в Красную Армию 18 января 1944 года. С 22 января 1944 года – в действующей армии.
Воевал на 1-м и 4-м Украинских фронтах. Принимал участие в Корсунь-Шевченковской, Проскуровско-Черновицкой, Львовско-Сандомирской, Восточно-Карпатской, Западно-Карпатской, Моравско-Остравской и Пражской наступательных операциях.
В период Проскуровско-Черновицкой наступательной операции при овладении селом Сокиринцы (ныне Чортковского района Тернопольской области, Украина) командир отделения 615-го стрелкового полка (167-я стрелковая дивизия, 1-я гвардейская армия, 1-й Украинский фронт) сержант Козка 3 апреля 1944 года одним из первых ворвался в окоп противника, уничтожил около 10 солдат.
Приказом командира 167-й стрелковой дивизии генерал-майора Мельникова И. И. 29 апреля 1944 года сержант Козка Иван Петрович награждён орденом Славы 3-й степени.
В ходе Львовско-Сандомирской наступательной операции при овладении высотой северо-западнее посёлка Бурштын (ныне город Ивано-Франковской области, Украина) 25 июля 1944 года помощник командира взвода И. П. Козка принял командование вместо выбывшего из строя командира. Уверенно управляя подчинёнными, захватил позицию противника, уничтожив при этом до 30 немецких солдат. Лично И. П. Козка в этом бою уничтожил 7 солдат противника.
Приказом командующего 1-й гвардейской армией от 20 августа 1944 года старший сержант Козка Иван Петрович награждён орденом Славы 2-й степени.
В ходе Восточно-Карпатской наступательной операции в сентябре 1944 года командир взвода Козка в том же боевом составе (4-й Украинский фронт), находясь впереди боевого порядка, уничтожил юго-западнее города Санок (ныне Подкарпатское воеводство, Польша) свыше 10 гитлеровцев.
Указом Президиума Верховного Совета СССР от 24 марта 1945 года за образцовое выполнение боевых заданий командования на фронте борьбы с немецкими захватчиками и проявленные при этом доблесть и мужество старший сержант Козка Иван Петрович награждён орденом Славы 1-й степени. 
В сентябре 1945 года старшина И. П. Козка демобилизован. Вернулся в родные края. Жил в посёлке Марьяновка Лысянского района Черкасской области. Работал в совхозе.
Умер 12 марта 1992 года. Похоронен в посёлке Марьяновка Лысянский район Черкасская область Украина.

## Награды
- Орден Отечественной войны I степени (11.03.1985)[3]
- Полный кавалер ордена Славы:
  - орден Славы I степени (24.03.1945)[4];
  - орден Славы II степени (20.08.1944)[5];
  - орден Славы III степени (29.04.1944)[6];
- медали, в том числе:
  - «В ознаменование 100-летия со дня рождения Владимира Ильича Ленина» (6 апреля 1970)
  - «За победу над Германией в Великой Отечественной войне 1941—1945 гг.» (9 мая 1945[7])[8]
  - «За освобождение Праги» (9.6.1945)
  - «20 лет Победы в Великой Отечественной войне 1941—1945 гг.» (7 мая 1965[9])
  - «30 лет Победы в Великой Отечественной войне 1941—1945 гг.»[10]
  - 40 лет Победы в Великой Отечественной войне 1941—1945 гг.[11]

- - «50 лет Вооружённых Сил СССР» (26 декабря 1967[12])
- Знак «25 лет победы в Великой Отечественной войне» (1970)

## Память
- На могиле установлен надгробный памятник.
- Его имя увековечено в Главном Храме Вооружённых сил России, и навсегда запечатлено на мемориале «Дорога памяти»[13].